# 90 Dywizja Grenadierów Pancernych
90 Dywizja Grenadierów Pancernych (niem. Panzergrenadier-Division 90) – jedna z niemieckich dywizji grenadierów pancernych. Utworzona w lipcu 1943 roku na Sardynii jako zastępstwo zniszczonej w Tunezji 90 Dywizji Piechoty Lekkiej. Dywizja powstała zamiast planowanej 43 Dywizji Grenadierów Pancernych. Walczyła w składzie Grupy Armii C pod Monte Cassino (10 Armia), Rzym i Florencję (14 Armia), Rimini, Bolonię (ponownie 10 Armia) i Po. Pod koniec wojny dostała się do niewoli amerykańskiej.

## Skład w październiku 1943
- 200 Pułk Grenadierów Pancernych
- 361 Pułk Grenadierów Pancernych
- 190 Batalion Pancerny
- 190 Batalion Niszczycieli Czołgów
- 190 Pułk Artylerii
- jednostki dywizyjne o numerze 190

## Dowódcy dywizji
- Generalleutnant Carl Hans Lungershausen od 23 maja 1943 r.;
- Generalleutnant Ernst-Günther Baade od 20 grudnia 1943 r,;
- Generalleutnant Gerhard Graf von Schwerin od 9 grudnia 1944 r.;
- Generalmajor Heinrich von Behr od 27 grudnia 1944 r.